# Tremedales de Orihuela
Los Tremedales de Orihuela, también denominados localmente como "gotiales", son uno de los cuatro humedales aragoneses (junto con la Laguna de Gallocanta, las Saladas de Chiprana y las Saladas de Sástago-Bujaraloz) incluidos en la lista de la Convención Relativa a los Humedales de Importancia Internacional, especialmente como Hábitat de Aves Acuáticas (Convenio de Ramsar).
Se trata de un conjunto de más de 1000 pequeñas turberas diseminadas, que tan sólo ocupan 5 hectáreas de las 1844 que abarca el sitio ramsar. Su rasgo más distintivo es su emplazamiento (región biogeográfica mediterránea) con sus formaciones vegetales asociadas, lo que los diferencia de las turberas del resto de Europa.

## Ubicación
Están comprendidos dentro del término municipal de Orihuela del Tremedal (que de ellos toma el nombre), en la comarca administrativa de la Sierra de Albarracín (Provincia de Teruel). 
Se hallan situados cerca del nacimiento del río Gallo, en la Sierra del Tremedal, que con los 1935 msnm de su cumbre, el Caidomorro, constituye la sierra más alta de los Montes Universales (pertenecientes al Sistema Ibérico).

## Características

### Geomorfología
El entorno de la Sierra del Tremedal es fruto de las condiciones periglaciares que sufrieron los Montes Universales. Dichas condiciones modelaron un relieve caracterizado por canchales, bancos de gelifluxión, así como los ríos de piedras, representativos de este espacio. Estos ríos de bloques, obra del hielo que fracturaba las rocas, se encuentran entre los más largos del mundo (alcanzan una longitud de 2,6 km y una anchura de 250 m) y son un interesante valor añadido de este lugar.

### Flora
Los Tremedales de Orihuela son un auténtico enclave de flora singular.
La especie predominante es el pino (Pinus sylvestris), que conforma un extenso bosque junto con otras especies arbóreas como el quejigo (Quercus faginea), el enebro (Juniperus communis), o la sabina albar (Juniperus thurifera), que son acompañados por matorrales como el melojo, la jara, y rodales de tomillo y aliagas.

Sin embargo, es en los encharcados pastizales situados a ras de suelo, es decir, en las turberas, donde se halla la vegetación de mayor interés. Se trata de prados higroturbosos ricos en ciperáceas y briófitos. Han sido identificadas 141 especies de musgos (entre las que destacan las del género Sphagnum) y 26 de plantas hepáticas, así como numerosos pteridófitos. De gran interés son también las plantas carnívoras Drosera rotundifolia y Pinguicula vulgaris, o el Ranunculus hederaceus. El espacio también atesora una notable riqueza micológica.

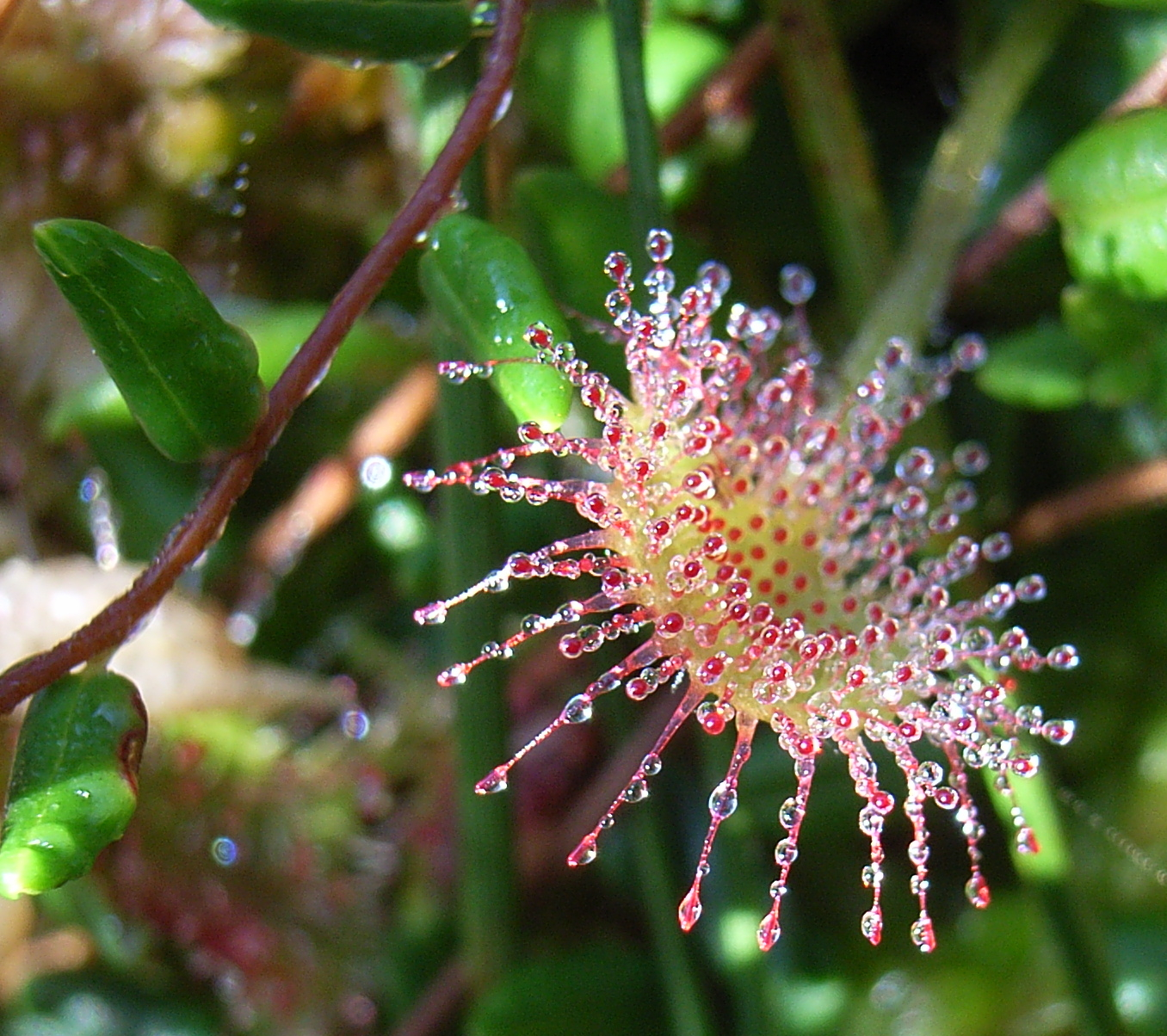
Drosera rotundifolia
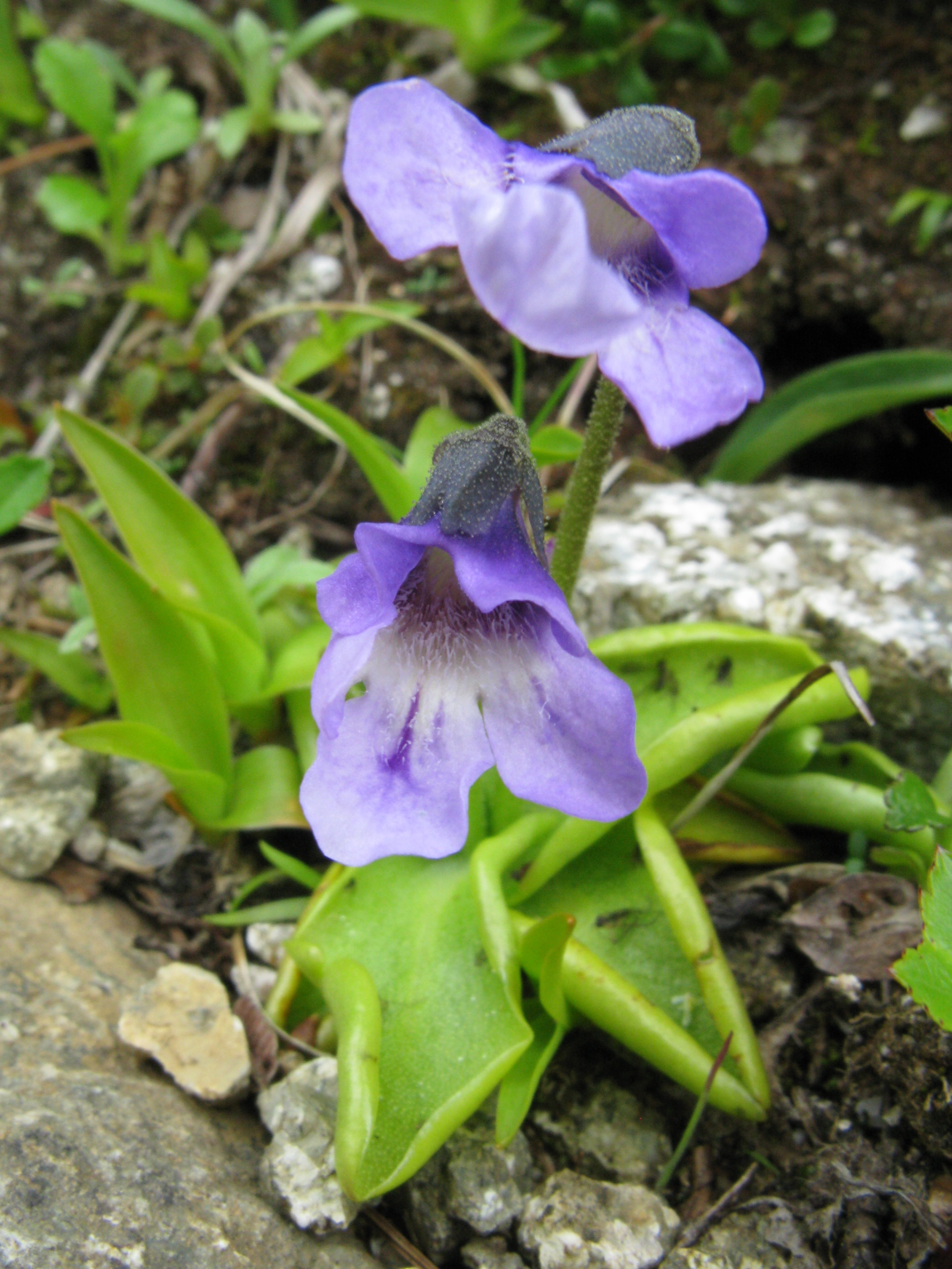
Pinguicula vulgaris
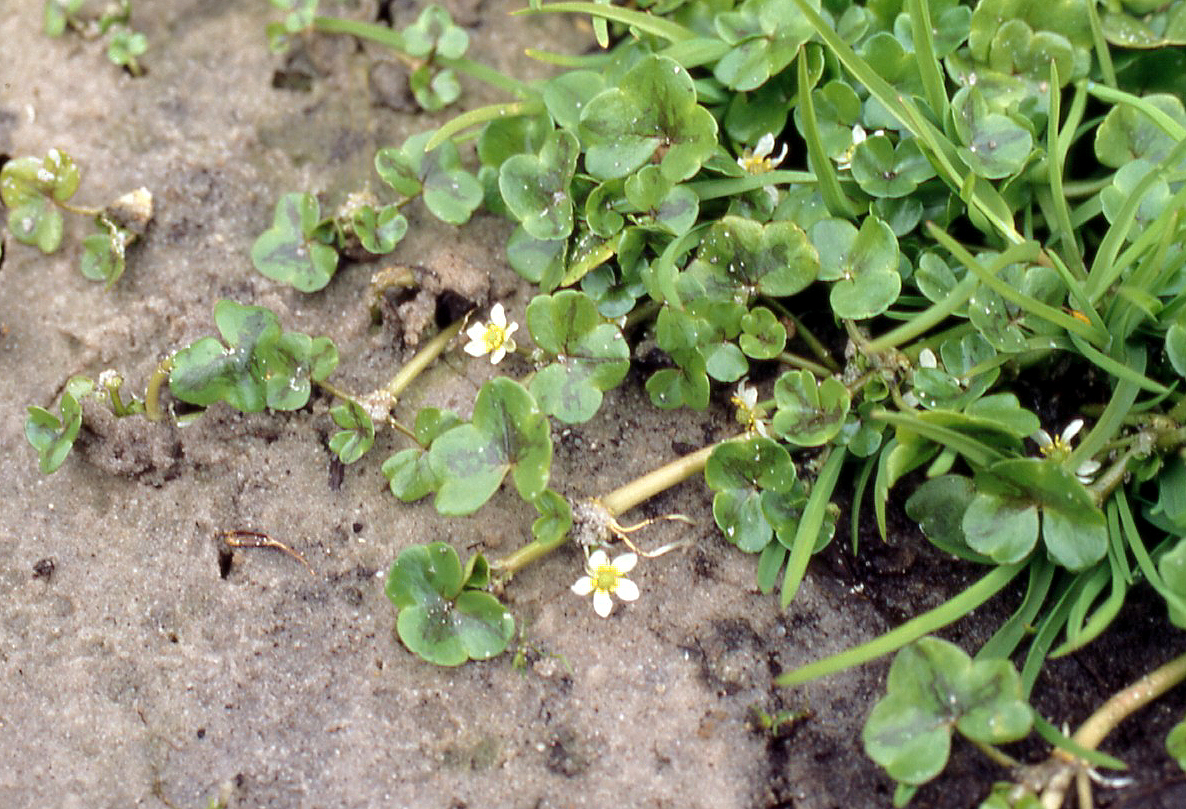
Ranunculus hederaceus

### Fauna
Las especies más interesantes desde un enfoque científico que habitan este paraje son las mariposas, como la mariposa isabelina (Graellsia isabelae), la mariposa apolo       (Parnassius apollo) o la mariposa hormiguera de lunares (Maculinea arion). También destaca el odonato Coenagrion mercuriale, altamente amenazado.

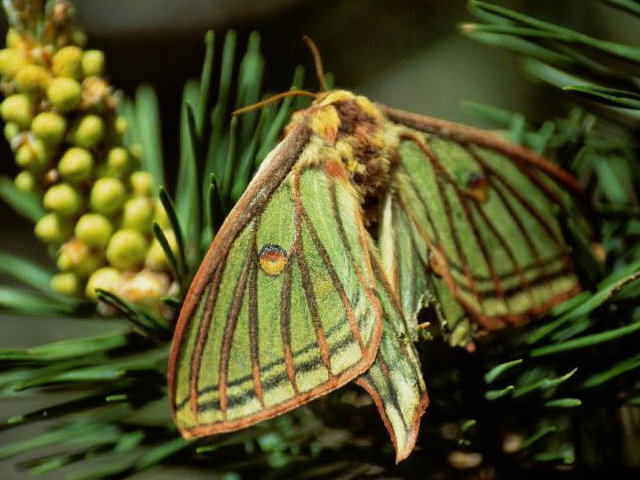
Mariposa isabelina
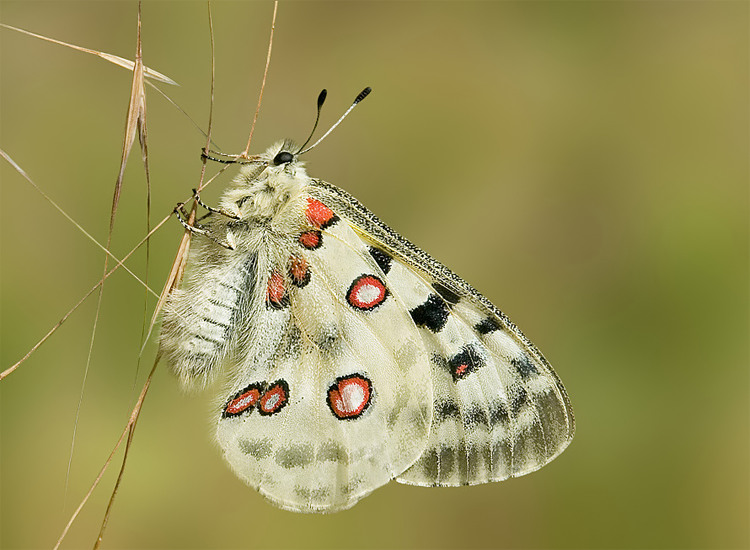
Mariposa apolo
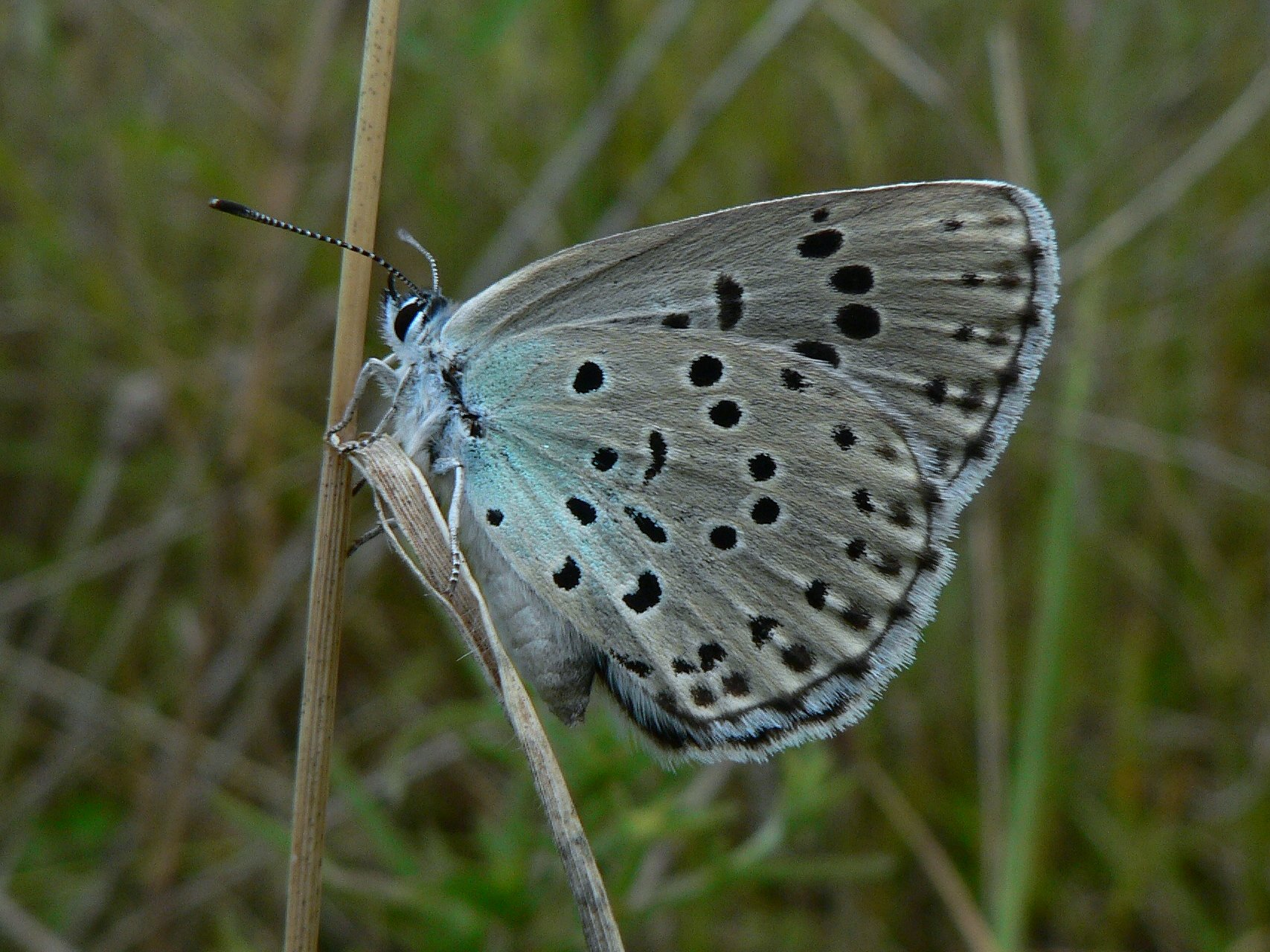
Mariposa hormiguera de lunares
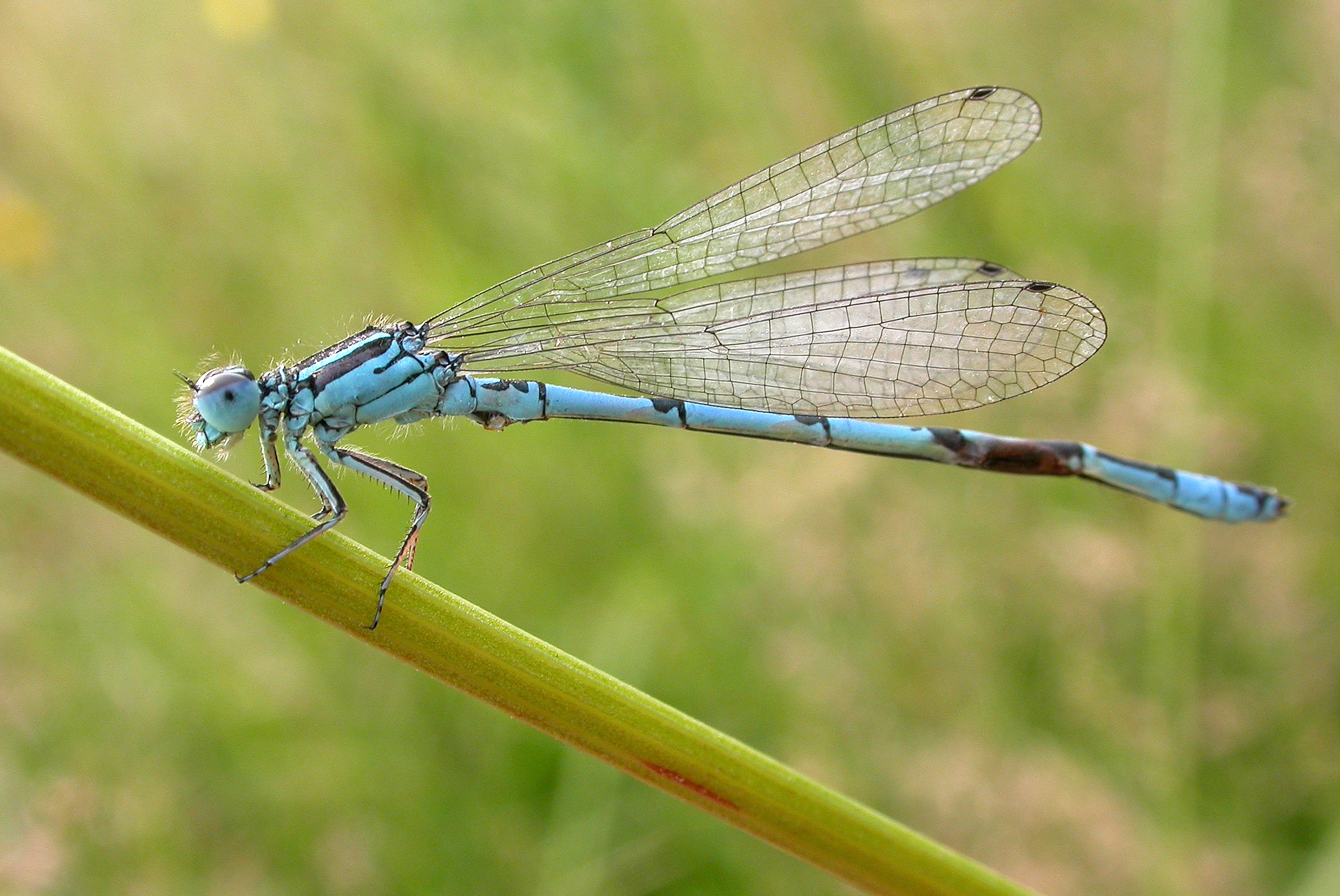
Coenagrion mercuriale

También existen múltiples poblaciones de especies de anfibios, reptiles, aves forestales y pequeños mamíferos típicas de la montaña mediterránea. 
Entre estos últimos cobran importancia, dado su alto grado de amenaza, los murciélagos, citándose el murciélago pequeño de herradura (Rhinolophus hipposideros), el murciélago grande de herradura (Rhinolophus ferrumequinum), el murciélago mediterráneo de herradura (Rhinolophus euryale) y el murciélago de bosque (Barbastella barbastellus).

Dado el aprovechamiento cinegético al que se someten los Montes Universales (habiéndose establecido una Reserva de Caza), son muy comunes las especies de caza mayor como el jabalí (Sus scrofa), el corzo (Capreolus capreolus) o el ciervo (Cervus elaphus). Este último se ha convertido en el emblema de estos montes y su época de celo (berrea) constituye un espectáculo natural único y un gran reclamo turístico.

## Otras figuras de protección
Aparte de su calificación como Sitio Ramsar, los Tremedales de Orihuela también se encuentran protegidos bajo otras figuras: Todo el espacio está enmarcado dentro de la Reserva de Caza de los Montes Universales. También son recogidos dentro del Inventario de Humedales Singulares de Aragón. Además, están contemplados por la Red Natura 2000, bajo las figuras de Lugar de Importancia Comunitaria (LIC), con el nombre "Tremedales de Orihuela" y el código ES2420141, y de Zona de Especial Protección para las Aves (ZEPA), con el nombre "Montes Universales - Sierra del Tremedal" y el código ES0000309.
- Datos: Q23928753
- Multimedia: Tremedales de Orihuela / Q23928753